# 랭킨-위고니오 방정식
랭킨-위고니오 방정식(Rankine–Hugoniot equation)은 유입되는 흐름의 방향과 수직인 충격파의 거동을 나타내는 방정식이다. 물리학자인 윌리엄 랭킨(영어: William John Macquorn Rankine)과 프랑스의 공학자인 피에르앙리 위고니오(프랑스어: Pierre-Henri Hugoniot)의 이름을 땄다.
유동이 1차원, 정상상태이며, 오일러 방정식을 따르고 질량, 운동량, 에너지가 보존된다 가정한다. 유동의 지배 방정식인 질량 보존과 운동량 보존, 그리고 에너지 보존 방정식에서 두 속도 {\displaystyle u_{1}} and {\displaystyle u_{2}}를 제거하여 랭킨-위고니오 방정식을 얻는다.
유입되는 유동은 아래첨자 1이라 하고 유출되는 유동은 아래첨자 2라 한다. 여기서 {\displaystyle \rho }는 밀도, {\displaystyle u}는 속도, {\displaystyle p}는 압력이라 한다. {\displaystyle e}는 단위 질량당 내부 에너지를 나타낸다. 만약 유동을 이상기체라 가정하면, 상태 방정식은 {\displaystyle p=\rho (\gamma -1)e}이다.
다음 방정식은
{\displaystyle \rho _{1}u_{1}=\rho _{2}u_{2}\,}
{\displaystyle p_{1}+\rho _{1}u_{1}^{2}=p_{2}+\rho _{2}u_{2}^{2}}
{\displaystyle e_{1}+{\frac {p_{1}}{\rho _{1}}}+{\frac {1}{2}}u_{1}^{2}=e_{2}+{\frac {p_{2}}{\rho _{2}}}+{\frac {1}{2}}u_{2}^{2}}
각각 질량 보존, 운동량 보존, 에너지 보존을 나타낸다. 에너지 유량은 기계적 일, 내부에너지, 운동 에너지 3개의 요소를 가진다. 이 세 개의 보존 조건을 랭킨-위고니오 조건이라 부른다.
위 방정식에서 속도를 제거하면 다음과 같은 관계를 얻는다.
{\displaystyle 2\left(h_{2}-h_{1}\right)=\left(p_{2}-p_{1}\right)\cdot \left({\frac {1}{\rho _{1}}}+{\frac {1}{\rho _{2}}}\right)}
여기서 엔탈피 {\displaystyle h={\frac {p}{\rho }}+e}이다.
{\displaystyle {\frac {p_{1}}{p_{2}}}={\frac {(\gamma +1)-(\gamma -1){\frac {\rho _{2}}{\rho _{1}}}}{(\gamma +1){\frac {\rho _{2}}{\rho _{1}}}-(\gamma -1)}}}
따라서, 압력은 모두 양수이고, 밀도비는 {\displaystyle (\gamma +1)/(\gamma -1)} 또는 공기라면 6({\displaystyle \gamma =1.4})이다. 충격파의 강도가 증가할수록, 유출되는 유동의 온도는 올라가지만, 밀도의 비는 {\displaystyle \rho _{2}/\rho _{1}} 유한한 값에 수렴한다.(단원자 기체는 4({\displaystyle \gamma } = 5/3)이고, 이원자분자 기체는 6({\displaystyle \gamma } = 1.4)이다.

## 같이 보기
- 오일러 방정식